# 泰國—南非關係
泰国－南非关系是指泰王国和南非共和国之间的双边关系。兩國均為不結盟運動、77國集團成員國。

## 政治交流
冷战期间的泰国与南非均处于西方集团内，并共同參與了反共陣線，但是因为南非实行種族隔離政策受到泰国政府的反对，两国并未建立正式的外交关系。冷战结束后，弗雷德里克·威廉·戴克拉克总统废除种族隔离政策，并开始改善与包括泰国在内的世界各国的国际关系。1992年3月，两国建立总领事關係，并同意在对方第一大城市互设总领事馆。翌年12月3日，两国建立大使级外交关系，此后两国关系友好发展。南非总统曼德拉亦于1997年7月对泰国进行了两天的国事访问。而泰国的朱拉蓬公主则曾在1999年作为第三世界科學婦女組織在南非举办的第二屆大會暨“婦女、科技促進人類可持續發展”國際會議的主講嘉賓訪問了南非。

### 外交机构
1992年10月，泰国在南非第一大城市约翰内斯堡建立总领事馆，1993年，两国建立大使级外交关系，泰国政府撤销总领事馆，改在比勒陀利亚建立驻南非大使馆。馆务辖区为纳米比亚、博茨瓦纳、赞比亚、津巴布韦、毛里求斯、史瓦帝尼、莱索托、马拉维及安哥拉。
1992年9月，南非在曼谷设立总领事馆，1993年，升格为驻泰国大使馆，馆务辖区包括老挝、柬埔寨、缅甸。南非也在清迈设有名誉领事馆，以促进两国关系发展。

## 旅行与簽證

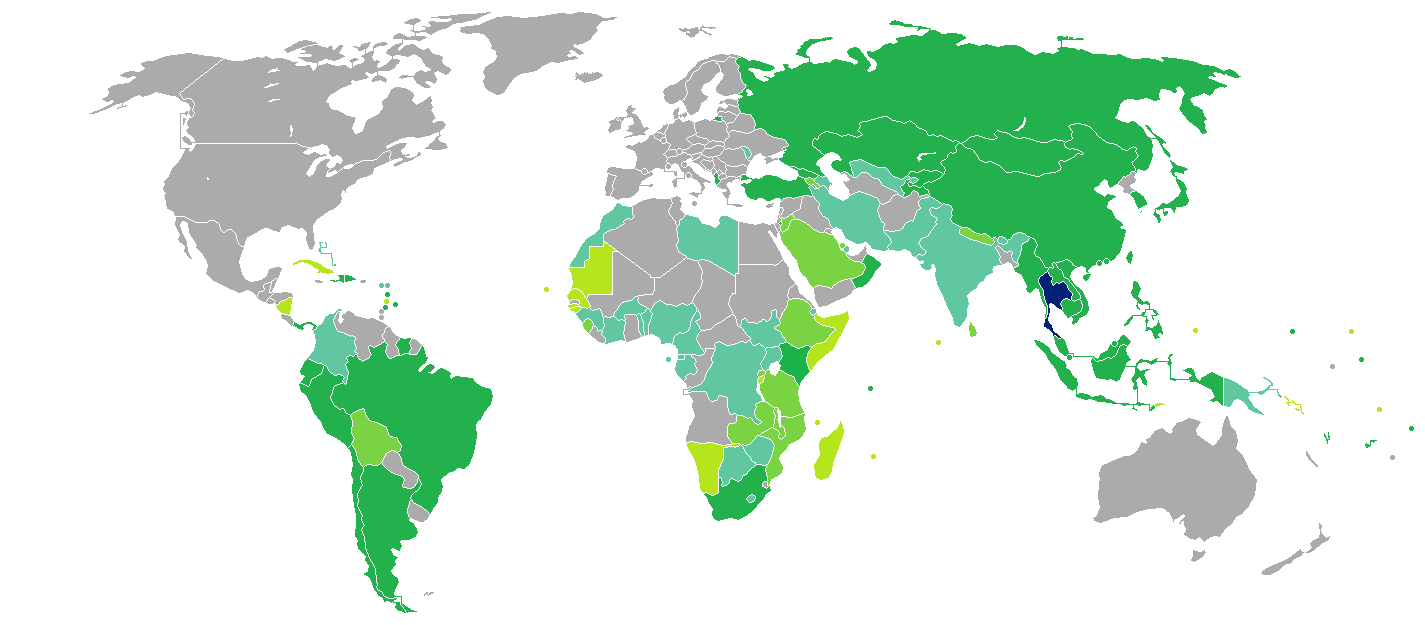
持泰國護照的泰國公民簽證要求分布圖：入境南非可以免签证。

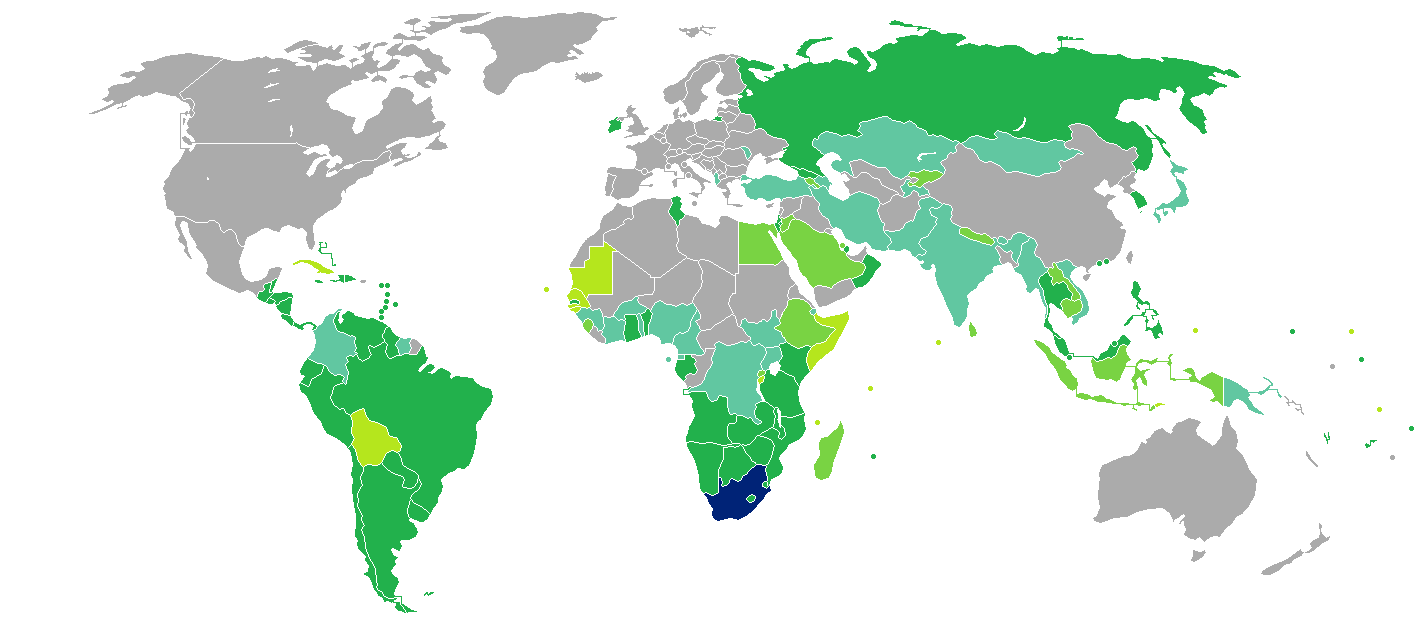
持南非護照的南非人口簽證要求分布圖：入境泰國可以免签证。

持泰國護照的泰國公民可以免签证入境南非，停留不超过30天。
持南非護照的南非公民可以免签证入境泰国，停留不超过30天。

### 事件
1993年起，互免普通護照簽證。1999年起，互免外交及公務護照簽證。

## 经济关系
泰国、南非两国间已经成立了南非－泰国商会等商贸组织。

### 经贸交流
据經濟複雜性研究中心统计，2020年，泰国向南非出口总额达20.1亿美元，为泰国在非洲第一大出口伙伴，泰国主要出口汽车零件、内燃机等工业产品及大米等农产品。南非向泰国出口了4.73亿美元，为泰国在非洲仅次于安哥拉、埃及的第三大进口伙伴，南非主要向泰国出口铝矿、化工产品、离心机等产品。

## 協定
| 日期   | 簽署                                 | 備註   |
| ------ | ------------------------------------ | ------ |
| 1993年 | 《航空服務協議》                     | [ 13 ] |
| 1993年 | 《普通护照免簽証協定》               | [ 13 ] |
| 1996年 | 《避免雙重徵稅和防止逃稅協定》       | [ 13 ] |
| 1999年 | 《外交及公務護照免簽証協定》         | [ 13 ] |
| 2001年 | 《双边贸易协定》                     | [ 13 ] |
| 2003年 | 《關於成立聯合貿易委員會的聯合聲明》 | [ 13 ] |